# نادي فريليسيا لكرة اليد
نادي فريليسيا لكرة اليد هو نادي كرة يد في اليونان تأسس في سنة 1979 يقع مقره في فريليسيا. يلعب في الدوري اليوناني لكرة اليد. فاز بالدوري سنة 1996 وفاز بالكأس سنة 1996 و 2011.